# Стою Неделчев-Чочоолу
Стою Иванов Неделчев (Чочоолу) с прякор Пантерата и Бай Драгия е комунистически активист, партизанин по време на Втората световна война. Командир на Пета Старозагорска въстаническа оперативна зона. Български офицер и генерал-майор.

## Биография
Стойо Неделчев е роден на 12 февруари 1908 г. в старозагорското село Калояновец. От 1930 година е член на БКП. През 1934 година се включва в четата на Петко Маналов. През 1935 година преминава в нелегалност, а през 1937 емигрира в СССР.
Участва в комунистическото съпротивително движение по време на Втората световна война. През 1941 година по решение на ЦК на БКП като парашутист се завръща в България, за да организира партизански отряди. Командир на Партизански отряд „Христо Ботев“, Партизанска бригада „Георги Димитров“ и Пета Старозагорска въстаническа оперативна зона. Два пъти му е издавана смъртна присъда по ЗЗД. Остава неуловим, което го прави един от легендарните партизански командири.
Участва във войната срещу Германия (1944 – 1945) като заместник-командир на VIII – а Тунджанска дивизия от 9 септември 1944 до 10 март 1945, когато е освободен по болест. Член е на Окръжния комитет на БКП в Стара Загора и на Централната контролно-ревизионна комисия. Многократно избиран за народен представител (1966 – 1987). Служи си трудно с дясната ръка вследствие на наранявания от времето партизанската си дейност и козирува с лявата. Завършва Военната академия на Генералния щаб на армията на СССР „Климент Ворошилов“. Командир на 21 планинска стрелкова бригада (1954 – 1957). Обявен е за Герой на социалистическия труд (Указ № 106 от 12 февруари 1968). Награждаван е с орден „За храброст“, IV степен, 1 клас, унгарския орден „На унгарската свобода“ – сребърен, орден „Георги Димитров“ (1968, 1978, 1983). Герой на Народна република България (1978).
През 1967 г. издава мемоарната книгата „Боят настана“. Във филма „Осмият“ е прототип на главния герой, ролята на който играе Георги Георгиев – Гец. Почетен гражданин на Стара Загора от 1978 г.